# مزرعه اکبرآباد
مزرعه اکبراباد یک روستا در ایران است که در استان فارس واقع شده‌است.